# محوطه کلنان سیرلان
محوطه کلنان سیرلان مربوط به دوران پیش از تاریخ ایران باستان است و در شهرستان بیجار، بخش چنگ الماس، روستای سیرلان واقع شده و این اثر در تاریخ ۱۰ دی ۱۳۸۱ با شمارهٔ ثبت ۶۸۳۱ به‌عنوان یکی از آثار ملی ایران به ثبت رسیده است.